# Tiếng Pohnpei
Tiếng Pohnpei hay tiếng Ponapei là ngôn ngữ Micronesia được nói trên đảo Pohnpei của quần đảo Caroline. Tiếng Pohnpei có khoảng 31.000 người nói, đại đa số sống ở Pohnpei, cũng như những đảo nhỏ và đảo san hô xung quanh. Đây là ngôn ngữ bản địa phổ biến thứ nhì của Liên bang Micronesia, sau tiếng Chuuk.
Tiếng Pohnpei có một "cao ngữ" với một số từ vựng chuyên biệt, được dùng khi nói chuyện với những người có địa vị cao trong xã hội.

## Phân loại
Tiếng Ngatik, tiếng Pingelap và tiếng Mokil là các ngôn ngữ cùng thuộc nhóm ngôn ngữ Pohnpei với tiếng Pohnpei. Tiếng Pohnpei còn có quan hệ gần với các ngôn ngữ Chuuk ở Chuuk (trước đây gọi là Truk). Nó chia sẻ 81% vốn từ vựng với tiếng Pingelap, 75% với tiếng Mokil, và 36% với tiếng Chuuk.
Tiếng Pohnpei đã vay mượn từ vựng từ các ngôn ngữ thực dân như tiếng Anh, tiếng Nhật, tiếng Tây Ban Nha, và tiếng Đức.:14

## Ngữ âm
Bảng chữ cái tiếng Pohnpei có 20 chữ cái — mười sáu ký tự đơn và bốn chữ ghép — sắp xếp theo một thứ tự khác biệt:
| a | e | i | o | oa | u | h | k | l | m | mw | n | ng | p | pw | r | s | d | t | w |

Do các nhà truyền giáo người Đức thiết kế bảng chữ cái này, -h được dùng để chỉ nguyên âm dài, giống với trong tiếng Đức: dohl ('núi'). Các ký tự viết và ký tự IPA là như sau:
|                | Đôi môi | Răng/chân răng | Phiến lưỡi | Vòm   | Ngạc mềm | Môi-vòm mềm |
| -------------- | ------- | -------------- | ---------- | ----- | -------- | ----------- |
| Mũi            | m /m/   | n /n/          |            |       | ng /ŋ/   | mw /mʷ/     |
| Tắc            | p /p/   | d /t/          | t / ̻t/     |       | k /k/    | pw /pʷ/     |
| Xát            |         | s /sʲ/         |            |       |          |             |
| Tiếp cận       |         | l /l/          |            | i /j/ |          | u, w /w/    |
| Rung/vỗ        |         | r [r]          |            |       |          |             |
| Ghi chú: 1. 2. |         |                |            |       |          |             |

|             | Trước         | Giữa          | Sau             |
| ----------- | ------------- | ------------- | --------------- |
| Đóng        | i /i/ ih /iː/ |               | u /u/ uh /uː/   |
| Nửa đóng    | e /e/ eh /eː/ |               | o /o/ oh /oː/   |
| Nửa mở      | e /ɛ/ eh /ɛː/ |               | oa /ɔ/ oah /ɔː/ |
| Mở          |               | a /ɐ/ ah /ɐː/ |                 |
| Ghi chú: 1. |               |               |                 |

### Cấu trúc âm tiết
Cấu trúc âm tiết tiếng Pohnpei cho phép âm tiết được bao gồm phụ âm (C) và nguyên âm (V) và sắp xếp theo các kiểu: V, VC, CV, CVC. Hệ thống cơ sở này được lồng vào phép chính tả. Về chính tả, i được dùng để thể hiện /j/, dù nó thường không được viết ra; -u đại diện cho /w/; và h chỉ nguyên âm dài (kế thừa từ tiếng Đức). Do vậy, sahu được phát âm là [sʲa:w], không phải [sʲahu]. Những nguyên âm kết tiếp nhau được chèn âm lướt [j] hay [w] vào giữa, tùy thuộc vào vị trí và độ đóng-mở của hai nguyên âm: diar ("tìm") được phát âm là [tijar]; toai ("chảy nước mũi") là [ ̻tɔji]; suwed ("hư, xấu") là [sʲuwɛt]; và lou ("làm mát") là [lowu]. Dù [j] chỉ được viết là i, [w] có thể được viết là w giữa u và một nguyên âm không đóng: như trong suwed.:54–5
Những từ bắt đầu bằng cụm phụ âm mũi có thể được phát âm như viết, hoặc với một nguyên âm thêm vào. Ví dụ, nta ("máu") có thể được đọc là [i ̻n ̻ta], và ngkapwan ("một lúc trước") là [iŋkapʷan], mpwer ("sinh đôi") là [umʷpʷɛr], và ngkopw (một loài cua) là [uŋkopʷ]. Các cụm phụ âm [mʷpʷ] và [mʷmʷ] được viết lần lượt là mpw và mmw.:55–9